# Benelux Tour 2021
Benelux Tour 2021 – 17. edycja wyścigu kolarskiego Benelux Tour, która odbyła się w dniach od 30 sierpnia do 5 września 2021 na liczącej ponad 1095 kilometrów trasie składającej się z 7 etapów i biegnącej z holenderskiego Surhuisterveen do belgijskiego Geraardsbergen. Impreza kategorii 2.UWT była częścią UCI World Tour 2021.
Przed edycją z 2021 wyścig zmienił nazwę z BinckBank Tour (wynikającą z dotychczasowego sponsora tytularnego imprezy) na Benelux Tour, nawiązując do geograficznej lokalizacji zmagań.

## Etapy
| Etap | Data   | Start – Meta                            | type                       | Dystans (km) | Suma wzniesień (m) | Zwycięzca etapu    | Lider            |
| ---- | ------ | --------------------------------------- | -------------------------- | ------------ | ------------------ | ------------------ | ---------------- |
| 1    | 30 sie | Surhuisterveen – Dokkum                 | płaski                     | 169,6        | 87 m               | Tim Merlier        | Tim Merlier      |
| 2    | 31 sie | Lelystad – Lelystad                     | jazda indywidualna na czas | 11,1         | 3 m                | Stefan Bissegger   | Stefan Bissegger |
| 3    | 1 wrz  | Essen – Hoogerheide                     | płaski                     | 168,3        | 256 m              | Taco van der Hoorn | Stefan Bissegger |
| 4    | 2 wrz  | Aalter – Ardooie                        | płaski                     | 166,1        | 462 m              | Tim Merlier        | Stefan Bissegger |
| 5    | 3 wrz  | Riemst – Bilzen                         | pagórkowaty                | 192          | 1732 m             | Caleb Ewan         | Stefan Küng      |
| 6    | 4 wrz  | Ottignies-Louvain-la-Neuve – Houffalize | pagórkowaty                | 207,6        | 3224 m             | Sonny Colbrelli    | Sonny Colbrelli  |
| 7    | 5 wrz  | Namur – Geraardsbergen                  | pagórkowaty                | 180,9        | 1348 m             | Matej Mohorič      | Sonny Colbrelli  |

## Uczestnicy

### Drużyny
| WorldTeams (19)- Deceuninck-Quick Step - Lotto Soudal - AG2R Citroën Team - Astana-Premier Tech - Bahrain Victorious - Bora-Hansgrohe - Cofidis - EF Education-Nippo - Groupama-FDJ - Ineos Grenadiers - Intermarché-Wanty-Gobert Matériaux - Israel Start-Up Nation - Jumbo-Visma - Movistar Team - Team BikeExchange - Team DSM - Qhubeka NextHash - Trek-Segafredo - UAE Team Emirates ProTeams (3)- Alpecin-Fenix - Bingoal Pauwels Sauces WB - Sport Vlaanderen-Baloise |
| |

### Lista startowa
| Alpecin-Fenix AFC | Alpecin-Fenix AFC       | Alpecin-Fenix AFC |
| ----------------- | ----------------------- | ----------------- |
| Nr                | Kolarz                  | Miejsce           |
| 1                 | Tim Merlier (BEL)       | 60.               |
| 2                 | Dries De Bondt (BEL)    | 79.               |
| 3                 | Senne Leysen (BEL)      | 69.               |
| 4                 | Jonas Rickaert (BEL)    | 46.               |
| 5                 | Oscar Riesebeek (NED)   | 22.               |
| 6                 | Petr Vakoč (CZE)        | 62.               |
| 7                 | Gianni Vermeersch (BEL) | 14.               |

| Deceuninck-Quick Step DQT | Deceuninck-Quick Step DQT  | Deceuninck-Quick Step DQT |
| ------------------------- | -------------------------- | ------------------------- |
| Nr                        | Kolarz                     | Miejsce                   |
| 11                        | Remco Evenepoel (BEL)      | DNS-5                     |
| 12                        | Kasper Asgreen (DEN) (ITT) | 12.                       |
| 13                        | Dries Devenyns (BEL)       | DNF-7                     |
| 14                        | Álvaro Hodeg (COL)         | DNF-7                     |
| 15                        | Iljo Keisse (BEL)          | 91.                       |
| 16                        | Michael Mørkøv (DEN)       | 36.                       |
| 17                        | Stijn Steels (BEL)         | 84.                       |

| Lotto-Soudal LTS | Lotto-Soudal LTS         | Lotto-Soudal LTS |
| ---------------- | ------------------------ | ---------------- |
| Nr               | Kolarz                   | Miejsce          |
| 21               | Tim Wellens (BEL)        | 4.               |
| 22               | Caleb Ewan (AUS)         | DNF-7            |
| 23               | Philippe Gilbert (BEL)   | 27.              |
| 24               | Jasper De Buyst (BEL)    | 88.              |
| 25               | Thomas De Gendt (BEL)    | DNF-7            |
| 26               | Roger Kluge (GER)        | DNF-7            |
| 27               | Tosh Van der Sande (BEL) | 38.              |

| AG2R Citroën Team ACT | AG2R Citroën Team ACT   | AG2R Citroën Team ACT |
| --------------------- | ----------------------- | --------------------- |
| Nr                    | Kolarz                  | Miejsce               |
| 31                    | Greg Van Avermaet (BEL) | 26.                   |
| 32                    | Oliver Naesen (BEL)     | 51.                   |
| 33                    | Julien Duval (FRA)      | DNF-5                 |
| 34                    | Anthony Jullien (FRA)   | DNF-7                 |
| 36                    | Michael Schär (SUI)     | 33.                   |
| 37                    | Gijs Van Hoecke (BEL)   | 64.                   |

| Astana-Premier Tech APT | Astana-Premier Tech APT    | Astana-Premier Tech APT |
| ----------------------- | -------------------------- | ----------------------- |
| Nr                      | Kolarz                     | Miejsce                 |
| 41                      | Jakob Fuglsang (DEN)       | DNF-1                   |
| 42                      | Fabio Felline (ITA)        | DNS-1                   |
| 43                      | Samuele Battistella (ITA)  | 55.                     |
| 44                      | Dmitrij Gruzdiew (KAZ)     | DNF-7                   |
| 45                      | Hugo Houle (CAN)           | 40.                     |
| 46                      | Jewgienij Gidicz (KAZ)     | DNF-7                   |
| 47                      | Matteo Sobrero (ITA) (ITT) | DNF-7                   |

| Bahrain Victorious TBV | Bahrain Victorious TBV        | Bahrain Victorious TBV |
| ---------------------- | ----------------------------- | ---------------------- |
| Nr                     | Kolarz                        | Miejsce                |
| 51                     | Sonny Colbrelli (ITA) (szosa) | 1.                     |
| 52                     | Fred Wright (GBR)             | 20.                    |
| 53                     | Phil Bauhaus (GER)            | 90.                    |
| 54                     | Heinrich Haussler (AUS)       | 65.                    |
| 55                     | Jonathan Milan (ITA)          | DNF-7                  |
| 56                     | Matej Mohorič (SLO) (szosa)   | 2.                     |
| 57                     | Marcel Sieberg (GER)          | DNF-7                  |

| Bora-Hansgrohe BOH | Bora-Hansgrohe BOH        | Bora-Hansgrohe BOH |
| ------------------ | ------------------------- | ------------------ |
| Nr                 | Kolarz                    | Miejsce            |
| 61                 | Peter Sagan (SVK) (szosa) | 42.                |
| 62                 | Wilco Kelderman (NED)     | DNF-3              |
| 63                 | Erik Baška (SVK)          | DNF-7              |
| 64                 | Maciej Bodnar (POL)       | DNF-7              |
| 65                 | Daniel Oss (ITA)          | DNF-7              |
| 66                 | Lukas Pöstlberger (AUT)   | 18.                |
| 67                 | Juraj Sagan (SVK)         | 78.                |

| Cofidis COF | Cofidis COF               | Cofidis COF |
| ----------- | ------------------------- | ----------- |
| Nr          | Kolarz                    | Miejsce     |
| 71          | Christophe Laporte (FRA)  | 23.         |
| 72          | Tom Bohli (SUI)           | 61.         |
| 73          | Jean-Pierre Drucker (LUX) | DNF-7       |
| 74          | Emmanuel Morin (FRA)      | DNS-4       |
| 75          | Szymon Sajnok (POL)       | DNF-7       |
| 76          | Attilio Viviani (ITA)     | 85.         |
| 77          | Elia Viviani (ITA)        | DNF-7       |

| EF Education-Nippo EFN | EF Education-Nippo EFN    | EF Education-Nippo EFN |
| ---------------------- | ------------------------- | ---------------------- |
| Nr                     | Kolarz                    | Miejsce                |
| 81                     | Daniel Arroyave (COL)     | DNF-7                  |
| 82                     | Fumiyuki Beppu (JPN)      | 93.                    |
| 83                     | Stefan Bissegger (SUI)    | 58.                    |
| 84                     | Mitchell Docker (AUS)     | DNS-5                  |
| 85                     | Sebastian Langeveld (NED) | 59.                    |
| 86                     | Logan Owen (USA)          | 13.                    |
| 87                     | Julius van den Berg (NED) | 68.                    |

| Groupama-FDJ GFC | Groupama-FDJ GFC            | Groupama-FDJ GFC |
| ---------------- | --------------------------- | ---------------- |
| Nr               | Kolarz                      | Miejsce          |
| 91               | Stefan Küng (SUI) (ITT)     | 5.               |
| 92               | Antoine Duchesne (CAN)      | 82.              |
| 93               | Attila Valter (HUN)         | 50.              |
| 94               | Fabian Lienhard (SUI)       | 80.              |
| 95               | Miles Scotson (AUS)         | 54.              |
| 96               | Jake Stewart (GBR)          | 43.              |
| 97               | Benjamin Thomas (FRA) (ITT) | DNF-7            |

| Ineos Grenadiers IGD | Ineos Grenadiers IGD  | Ineos Grenadiers IGD |
| -------------------- | --------------------- | -------------------- |
| Nr                   | Kolarz                | Miejsce              |
| 101                  | Geraint Thomas (GBR)  | DNF-7                |
| 102                  | Sebastián Henao (COL) | 72.                  |
| 103                  | Andrey Amador (CRC)   | 17.                  |
| 104                  | Leonardo Basso (ITA)  | 52.                  |
| 105                  | Michał Gołaś (POL)    | 31.                  |
| 106                  | Gianni Moscon (ITA)   | 35.                  |
| 107                  | Ben Swift (GBR)       | 32.                  |

| Intermarché-Wanty-Gobert Matériaux IWG | Intermarché-Wanty-Gobert Matériaux IWG | Intermarché-Wanty-Gobert Matériaux IWG |
| -------------------------------------- | -------------------------------------- | -------------------------------------- |
| Nr                                     | Kolarz                                 | Miejsce                                |
| 111                                    | Aimé De Gendt (BEL)                    | 21.                                    |
| 112                                    | Ludwig De Winter (BEL)                 | DNF-7                                  |
| 113                                    | Andrea Pasqualon (ITA)                 | 53.                                    |
| 114                                    | Taco van der Hoorn (NED)               | DNF-5                                  |
| 115                                    | Boy van Poppel (NED)                   | 56.                                    |
| 116                                    | Danny van Poppel (NED)                 | 24.                                    |
| 117                                    | Pieter Vanspeybrouck (BEL)             | 87.                                    |

| Israel Start-Up Nation ISN | Israel Start-Up Nation ISN       | Israel Start-Up Nation ISN |
| -------------------------- | -------------------------------- | -------------------------- |
| Nr                         | Kolarz                           | Miejsce                    |
| 121                        | Jenthe Biermans (BEL)            | 29.                        |
| 122                        | Guillaume Boivin (CAN)           | 34.                        |
| 123                        | Norman Vahtra (EST)              | 77.                        |
| 124                        | Mads Würtz Schmidt (DEN) (szosa) | 16.                        |
| 125                        | Alexis Renard (FRA)              | 47.                        |
| 126                        | Gaj Sagiw (ISR)                  | 86.                        |
| 127                        | Tom Van Asbroeck (BEL)           | 19.                        |

| Jumbo-Visma TJV | Jumbo-Visma TJV           | Jumbo-Visma TJV |
| --------------- | ------------------------- | --------------- |
| Nr              | Kolarz                    | Miejsce         |
| 131             | Tom Dumoulin (NED) (ITT)  | 9.              |
| 132             | Dylan Groenewegen (NED)   | DNF-7           |
| 133             | Edoardo Affini (ITA)      | 74.             |
| 134             | Olav Kooij (NED)          | 49.             |
| 135             | Timo Roosen (NED) (szosa) | 30.             |
| 136             | Mike Teunissen (NED)      | 10.             |
| 137             | Jos van Emden (NED)       | DNF-7           |

| Movistar Team MOV | Movistar Team MOV         | Movistar Team MOV |
| ----------------- | ------------------------- | ----------------- |
| Nr                | Kolarz                    | Miejsce           |
| 141               | Héctor Carretero (ESP)    | 73.               |
| 142               | Iván García Cortina (ESP) | DNF-7             |
| 143               | Davide Villella (ITA)     | 39.               |
| 144               | Mathias Norsgaard (DEN)   | 45.               |
| 145               | Lluís Mas (ESP)           | DNF-6             |
| 146               | Sebastián Mora (ESP)      | DNF-4             |
| 147               | Albert Torres (ESP)       | DNS-4             |

| BikeExchange BEX | BikeExchange BEX         | BikeExchange BEX |
| ---------------- | ------------------------ | ---------------- |
| Nr               | Kolarz                   | Miejsce          |
| 151              | Jack Bauer (NZL)         | 28.              |
| 152              | Sam Bewley (NZL)         | DNF-6            |
| 153              | Luke Durbridge (AUS)     | 6.               |
| 155              | Alexander Konychev (ITA) | DNF-7            |
| 156              | Barnabás Peák (HUN)      | 75.              |
| 157              | Callum Scotson (AUS)     | DNF-7            |

| Team DSM DSM | Team DSM DSM               | Team DSM DSM |
| ------------ | -------------------------- | ------------ |
| Nr           | Kolarz                     | Miejsce      |
| 161          | Tiesj Benoot (BEL)         | 8.           |
| 162          | Søren Kragh Andersen (DEN) | DNF-6        |
| 163          | Nikias Arndt (GER)         | 11.          |
| 164          | Cees Bol (NED)             | DNF-7        |
| 165          | Joris Nieuwenhuis (NED)    | DNF-7        |
| 166          | Casper Pedersen (DEN)      | DNF-7        |
| 167          | Jasha Sütterlin (GER)      | DNF-7        |

| Qhubeka NextHash TQA | Qhubeka NextHash TQA              | Qhubeka NextHash TQA |
| -------------------- | --------------------------------- | -------------------- |
| Nr                   | Kolarz                            | Miejsce              |
| 171                  | Victor Campenaerts (BEL)          | 3.                   |
| 172                  | Michael Gogl (AUT)                | 26.                  |
| 173                  | Lasse Norman Leth (DEN)           | DNF-6                |
| 174                  | Andreas Stokbro (DEN)             | 57.                  |
| 175                  | Reinardt Janse van Rensburg (RSA) | DNF-7                |
| 176                  | Harry Tanfield (GBR)              | DNF-7                |
| 177                  | Max Walscheid (GER)               | DNS-7                |

| Trek-Segafredo TFS | Trek-Segafredo TFS               | Trek-Segafredo TFS |
| ------------------ | -------------------------------- | ------------------ |
| Nr                 | Kolarz                           | Miejsce            |
| 181                | Mads Pedersen (DEN)              | DNF-6              |
| 182                | Jasper Stuyven (BEL)             | 7.                 |
| 183                | Charlie Quaterman (GBR)          | 89.                |
| 184                | Matteo Moschetti (ITA)           | DNF-7              |
| 185                | Ryan Mullen (IRL)                | DNF-7              |
| 186                | Toms Skujiņš (LAT) (szosa i ITT) | DNF-7              |
| 187                | Edward Theuns (BEL)              | DNF-7              |

| UAE Team Emirates UAD | UAE Team Emirates UAD      | UAE Team Emirates UAD |
| --------------------- | -------------------------- | --------------------- |
| Nr                    | Kolarz                     | Miejsce               |
| 191                   | Finn Fisher-Black (NZL)    | 66.                   |
| 192                   | Fernando Gaviria (COL)     | DNS-6                 |
| 193                   | Mikkel Bjerg (DEN)         | DNF-7                 |
| 194                   | Brandon McNulty (USA)      | 37.                   |
| 195                   | Marc Hirschi (SUI)         | 15.                   |
| 196                   | Vegard Stake Laengen (NOR) | 92.                   |
| 197                   | Maximiliano Richeze (ARG)  | 83.                   |

| Bingoal Pauwels Sauces WB BWB | Bingoal Pauwels Sauces WB BWB | Bingoal Pauwels Sauces WB BWB |
| ----------------------------- | ----------------------------- | ----------------------------- |
| Nr                            | Kolarz                        | Miejsce                       |
| 201                           | Timothy Dupont (BEL)          | 76.                           |
| 202                           | Stanisław Aniołkowski (POL)   | 63.                           |
| 203                           | Arjen Livyns (BEL)            | 67.                           |
| 204                           | Milan Menten (BEL)            | 48.                           |
| 205                           | Laurenz Rex (BEL)             | 71.                           |
| 206                           | Ludovic Robeet (BEL)          | 70.                           |
| 207                           | Sean De Bie (BEL)             | DNF-6                         |

| Sport Vlaanderen-Baloise SVB | Sport Vlaanderen-Baloise SVB | Sport Vlaanderen-Baloise SVB |
| ---------------------------- | ---------------------------- | ---------------------------- |
| Nr                           | Kolarz                       | Miejsce                      |
| 211                          | Rune Herregodts (BEL)        | DNF-6                        |
| 212                          | Arne Marit (BEL)             | 81.                          |
| 213                          | Thomas Sprengers (BEL)       | 44.                          |
| 214                          | Kenneth Van Rooy (BEL)       | 25.                          |
| 215                          | Ward Vanhoof (BEL)           | DNS-2                        |
| 216                          | Jordi Warlop (BEL)           | DNF-5                        |
| 217                          | Thimo Willems (BEL)          | DNF-7                        |

| Alpecin-Fenix AFC | Alpecin-Fenix AFC       | Alpecin-Fenix AFC |
| ----------------- | ----------------------- | ----------------- |
| Nr                | Kolarz                  | Miejsce           |
| 1                 | Tim Merlier (BEL)       | 60.               |
| 2                 | Dries De Bondt (BEL)    | 79.               |
| 3                 | Senne Leysen (BEL)      | 69.               |
| 4                 | Jonas Rickaert (BEL)    | 46.               |
| 5                 | Oscar Riesebeek (NED)   | 22.               |
| 6                 | Petr Vakoč (CZE)        | 62.               |
| 7                 | Gianni Vermeersch (BEL) | 14.               |

| Deceuninck-Quick Step DQT | Deceuninck-Quick Step DQT  | Deceuninck-Quick Step DQT |
| ------------------------- | -------------------------- | ------------------------- |
| Nr                        | Kolarz                     | Miejsce                   |
| 11                        | Remco Evenepoel (BEL)      | DNS-5                     |
| 12                        | Kasper Asgreen (DEN) (ITT) | 12.                       |
| 13                        | Dries Devenyns (BEL)       | DNF-7                     |
| 14                        | Álvaro Hodeg (COL)         | DNF-7                     |
| 15                        | Iljo Keisse (BEL)          | 91.                       |
| 16                        | Michael Mørkøv (DEN)       | 36.                       |
| 17                        | Stijn Steels (BEL)         | 84.                       |

| Lotto-Soudal LTS | Lotto-Soudal LTS         | Lotto-Soudal LTS |
| ---------------- | ------------------------ | ---------------- |
| Nr               | Kolarz                   | Miejsce          |
| 21               | Tim Wellens (BEL)        | 4.               |
| 22               | Caleb Ewan (AUS)         | DNF-7            |
| 23               | Philippe Gilbert (BEL)   | 27.              |
| 24               | Jasper De Buyst (BEL)    | 88.              |
| 25               | Thomas De Gendt (BEL)    | DNF-7            |
| 26               | Roger Kluge (GER)        | DNF-7            |
| 27               | Tosh Van der Sande (BEL) | 38.              |

| AG2R Citroën Team ACT | AG2R Citroën Team ACT   | AG2R Citroën Team ACT |
| --------------------- | ----------------------- | --------------------- |
| Nr                    | Kolarz                  | Miejsce               |
| 31                    | Greg Van Avermaet (BEL) | 26.                   |
| 32                    | Oliver Naesen (BEL)     | 51.                   |
| 33                    | Julien Duval (FRA)      | DNF-5                 |
| 34                    | Anthony Jullien (FRA)   | DNF-7                 |
| 36                    | Michael Schär (SUI)     | 33.                   |
| 37                    | Gijs Van Hoecke (BEL)   | 64.                   |

| Astana-Premier Tech APT | Astana-Premier Tech APT    | Astana-Premier Tech APT |
| ----------------------- | -------------------------- | ----------------------- |
| Nr                      | Kolarz                     | Miejsce                 |
| 41                      | Jakob Fuglsang (DEN)       | DNF-1                   |
| 42                      | Fabio Felline (ITA)        | DNS-1                   |
| 43                      | Samuele Battistella (ITA)  | 55.                     |
| 44                      | Dmitrij Gruzdiew (KAZ)     | DNF-7                   |
| 45                      | Hugo Houle (CAN)           | 40.                     |
| 46                      | Jewgienij Gidicz (KAZ)     | DNF-7                   |
| 47                      | Matteo Sobrero (ITA) (ITT) | DNF-7                   |

| Bahrain Victorious TBV | Bahrain Victorious TBV        | Bahrain Victorious TBV |
| ---------------------- | ----------------------------- | ---------------------- |
| Nr                     | Kolarz                        | Miejsce                |
| 51                     | Sonny Colbrelli (ITA) (szosa) | 1.                     |
| 52                     | Fred Wright (GBR)             | 20.                    |
| 53                     | Phil Bauhaus (GER)            | 90.                    |
| 54                     | Heinrich Haussler (AUS)       | 65.                    |
| 55                     | Jonathan Milan (ITA)          | DNF-7                  |
| 56                     | Matej Mohorič (SLO) (szosa)   | 2.                     |
| 57                     | Marcel Sieberg (GER)          | DNF-7                  |

| Bora-Hansgrohe BOH | Bora-Hansgrohe BOH        | Bora-Hansgrohe BOH |
| ------------------ | ------------------------- | ------------------ |
| Nr                 | Kolarz                    | Miejsce            |
| 61                 | Peter Sagan (SVK) (szosa) | 42.                |
| 62                 | Wilco Kelderman (NED)     | DNF-3              |
| 63                 | Erik Baška (SVK)          | DNF-7              |
| 64                 | Maciej Bodnar (POL)       | DNF-7              |
| 65                 | Daniel Oss (ITA)          | DNF-7              |
| 66                 | Lukas Pöstlberger (AUT)   | 18.                |
| 67                 | Juraj Sagan (SVK)         | 78.                |

| Cofidis COF | Cofidis COF               | Cofidis COF |
| ----------- | ------------------------- | ----------- |
| Nr          | Kolarz                    | Miejsce     |
| 71          | Christophe Laporte (FRA)  | 23.         |
| 72          | Tom Bohli (SUI)           | 61.         |
| 73          | Jean-Pierre Drucker (LUX) | DNF-7       |
| 74          | Emmanuel Morin (FRA)      | DNS-4       |
| 75          | Szymon Sajnok (POL)       | DNF-7       |
| 76          | Attilio Viviani (ITA)     | 85.         |
| 77          | Elia Viviani (ITA)        | DNF-7       |

| EF Education-Nippo EFN | EF Education-Nippo EFN    | EF Education-Nippo EFN |
| ---------------------- | ------------------------- | ---------------------- |
| Nr                     | Kolarz                    | Miejsce                |
| 81                     | Daniel Arroyave (COL)     | DNF-7                  |
| 82                     | Fumiyuki Beppu (JPN)      | 93.                    |
| 83                     | Stefan Bissegger (SUI)    | 58.                    |
| 84                     | Mitchell Docker (AUS)     | DNS-5                  |
| 85                     | Sebastian Langeveld (NED) | 59.                    |
| 86                     | Logan Owen (USA)          | 13.                    |
| 87                     | Julius van den Berg (NED) | 68.                    |

| Groupama-FDJ GFC | Groupama-FDJ GFC            | Groupama-FDJ GFC |
| ---------------- | --------------------------- | ---------------- |
| Nr               | Kolarz                      | Miejsce          |
| 91               | Stefan Küng (SUI) (ITT)     | 5.               |
| 92               | Antoine Duchesne (CAN)      | 82.              |
| 93               | Attila Valter (HUN)         | 50.              |
| 94               | Fabian Lienhard (SUI)       | 80.              |
| 95               | Miles Scotson (AUS)         | 54.              |
| 96               | Jake Stewart (GBR)          | 43.              |
| 97               | Benjamin Thomas (FRA) (ITT) | DNF-7            |

| Ineos Grenadiers IGD | Ineos Grenadiers IGD  | Ineos Grenadiers IGD |
| -------------------- | --------------------- | -------------------- |
| Nr                   | Kolarz                | Miejsce              |
| 101                  | Geraint Thomas (GBR)  | DNF-7                |
| 102                  | Sebastián Henao (COL) | 72.                  |
| 103                  | Andrey Amador (CRC)   | 17.                  |
| 104                  | Leonardo Basso (ITA)  | 52.                  |
| 105                  | Michał Gołaś (POL)    | 31.                  |
| 106                  | Gianni Moscon (ITA)   | 35.                  |
| 107                  | Ben Swift (GBR)       | 32.                  |

| Intermarché-Wanty-Gobert Matériaux IWG | Intermarché-Wanty-Gobert Matériaux IWG | Intermarché-Wanty-Gobert Matériaux IWG |
| -------------------------------------- | -------------------------------------- | -------------------------------------- |
| Nr                                     | Kolarz                                 | Miejsce                                |
| 111                                    | Aimé De Gendt (BEL)                    | 21.                                    |
| 112                                    | Ludwig De Winter (BEL)                 | DNF-7                                  |
| 113                                    | Andrea Pasqualon (ITA)                 | 53.                                    |
| 114                                    | Taco van der Hoorn (NED)               | DNF-5                                  |
| 115                                    | Boy van Poppel (NED)                   | 56.                                    |
| 116                                    | Danny van Poppel (NED)                 | 24.                                    |
| 117                                    | Pieter Vanspeybrouck (BEL)             | 87.                                    |

| Israel Start-Up Nation ISN | Israel Start-Up Nation ISN       | Israel Start-Up Nation ISN |
| -------------------------- | -------------------------------- | -------------------------- |
| Nr                         | Kolarz                           | Miejsce                    |
| 121                        | Jenthe Biermans (BEL)            | 29.                        |
| 122                        | Guillaume Boivin (CAN)           | 34.                        |
| 123                        | Norman Vahtra (EST)              | 77.                        |
| 124                        | Mads Würtz Schmidt (DEN) (szosa) | 16.                        |
| 125                        | Alexis Renard (FRA)              | 47.                        |
| 126                        | Gaj Sagiw (ISR)                  | 86.                        |
| 127                        | Tom Van Asbroeck (BEL)           | 19.                        |

| Jumbo-Visma TJV | Jumbo-Visma TJV           | Jumbo-Visma TJV |
| --------------- | ------------------------- | --------------- |
| Nr              | Kolarz                    | Miejsce         |
| 131             | Tom Dumoulin (NED) (ITT)  | 9.              |
| 132             | Dylan Groenewegen (NED)   | DNF-7           |
| 133             | Edoardo Affini (ITA)      | 74.             |
| 134             | Olav Kooij (NED)          | 49.             |
| 135             | Timo Roosen (NED) (szosa) | 30.             |
| 136             | Mike Teunissen (NED)      | 10.             |
| 137             | Jos van Emden (NED)       | DNF-7           |

| Movistar Team MOV | Movistar Team MOV         | Movistar Team MOV |
| ----------------- | ------------------------- | ----------------- |
| Nr                | Kolarz                    | Miejsce           |
| 141               | Héctor Carretero (ESP)    | 73.               |
| 142               | Iván García Cortina (ESP) | DNF-7             |
| 143               | Davide Villella (ITA)     | 39.               |
| 144               | Mathias Norsgaard (DEN)   | 45.               |
| 145               | Lluís Mas (ESP)           | DNF-6             |
| 146               | Sebastián Mora (ESP)      | DNF-4             |
| 147               | Albert Torres (ESP)       | DNS-4             |

| BikeExchange BEX | BikeExchange BEX         | BikeExchange BEX |
| ---------------- | ------------------------ | ---------------- |
| Nr               | Kolarz                   | Miejsce          |
| 151              | Jack Bauer (NZL)         | 28.              |
| 152              | Sam Bewley (NZL)         | DNF-6            |
| 153              | Luke Durbridge (AUS)     | 6.               |
| 155              | Alexander Konychev (ITA) | DNF-7            |
| 156              | Barnabás Peák (HUN)      | 75.              |
| 157              | Callum Scotson (AUS)     | DNF-7            |

| Team DSM DSM | Team DSM DSM               | Team DSM DSM |
| ------------ | -------------------------- | ------------ |
| Nr           | Kolarz                     | Miejsce      |
| 161          | Tiesj Benoot (BEL)         | 8.           |
| 162          | Søren Kragh Andersen (DEN) | DNF-6        |
| 163          | Nikias Arndt (GER)         | 11.          |
| 164          | Cees Bol (NED)             | DNF-7        |
| 165          | Joris Nieuwenhuis (NED)    | DNF-7        |
| 166          | Casper Pedersen (DEN)      | DNF-7        |
| 167          | Jasha Sütterlin (GER)      | DNF-7        |

| Qhubeka NextHash TQA | Qhubeka NextHash TQA              | Qhubeka NextHash TQA |
| -------------------- | --------------------------------- | -------------------- |
| Nr                   | Kolarz                            | Miejsce              |
| 171                  | Victor Campenaerts (BEL)          | 3.                   |
| 172                  | Michael Gogl (AUT)                | 26.                  |
| 173                  | Lasse Norman Leth (DEN)           | DNF-6                |
| 174                  | Andreas Stokbro (DEN)             | 57.                  |
| 175                  | Reinardt Janse van Rensburg (RSA) | DNF-7                |
| 176                  | Harry Tanfield (GBR)              | DNF-7                |
| 177                  | Max Walscheid (GER)               | DNS-7                |

| Trek-Segafredo TFS | Trek-Segafredo TFS               | Trek-Segafredo TFS |
| ------------------ | -------------------------------- | ------------------ |
| Nr                 | Kolarz                           | Miejsce            |
| 181                | Mads Pedersen (DEN)              | DNF-6              |
| 182                | Jasper Stuyven (BEL)             | 7.                 |
| 183                | Charlie Quaterman (GBR)          | 89.                |
| 184                | Matteo Moschetti (ITA)           | DNF-7              |
| 185                | Ryan Mullen (IRL)                | DNF-7              |
| 186                | Toms Skujiņš (LAT) (szosa i ITT) | DNF-7              |
| 187                | Edward Theuns (BEL)              | DNF-7              |

| UAE Team Emirates UAD | UAE Team Emirates UAD      | UAE Team Emirates UAD |
| --------------------- | -------------------------- | --------------------- |
| Nr                    | Kolarz                     | Miejsce               |
| 191                   | Finn Fisher-Black (NZL)    | 66.                   |
| 192                   | Fernando Gaviria (COL)     | DNS-6                 |
| 193                   | Mikkel Bjerg (DEN)         | DNF-7                 |
| 194                   | Brandon McNulty (USA)      | 37.                   |
| 195                   | Marc Hirschi (SUI)         | 15.                   |
| 196                   | Vegard Stake Laengen (NOR) | 92.                   |
| 197                   | Maximiliano Richeze (ARG)  | 83.                   |

| Bingoal Pauwels Sauces WB BWB | Bingoal Pauwels Sauces WB BWB | Bingoal Pauwels Sauces WB BWB |
| ----------------------------- | ----------------------------- | ----------------------------- |
| Nr                            | Kolarz                        | Miejsce                       |
| 201                           | Timothy Dupont (BEL)          | 76.                           |
| 202                           | Stanisław Aniołkowski (POL)   | 63.                           |
| 203                           | Arjen Livyns (BEL)            | 67.                           |
| 204                           | Milan Menten (BEL)            | 48.                           |
| 205                           | Laurenz Rex (BEL)             | 71.                           |
| 206                           | Ludovic Robeet (BEL)          | 70.                           |
| 207                           | Sean De Bie (BEL)             | DNF-6                         |

| Sport Vlaanderen-Baloise SVB | Sport Vlaanderen-Baloise SVB | Sport Vlaanderen-Baloise SVB |
| ---------------------------- | ---------------------------- | ---------------------------- |
| Nr                           | Kolarz                       | Miejsce                      |
| 211                          | Rune Herregodts (BEL)        | DNF-6                        |
| 212                          | Arne Marit (BEL)             | 81.                          |
| 213                          | Thomas Sprengers (BEL)       | 44.                          |
| 214                          | Kenneth Van Rooy (BEL)       | 25.                          |
| 215                          | Ward Vanhoof (BEL)           | DNS-2                        |
| 216                          | Jordi Warlop (BEL)           | DNF-5                        |
| 217                          | Thimo Willems (BEL)          | DNF-7                        |

Legenda: DNF – nie ukończył etapu, OTL – przekroczył limit czasu, DNS – nie wystartował do etapu, DSQ – zdyskwalifikowany. Numer przy skrócie oznacza etap, na którym kolarz opuścił wyścig.

## Wyniki etapów

### Etap 1
| Surhuisterveen - Dokkum | płaski | (169,6 km) |

| \| Klasyfikacja etapu \| Klasyfikacja etapu \| Klasyfikacja etapu \| Klasyfikacja etapu \| Klasyfikacja etapu \| \| Kolarz \| Kolarz \| Państwo \| Drużyna \| Czas \| \| ------------------ \| --------------------- \| ------------------ \| ---------------------------------- \| ------------------ \| \| 1. \| Tim Merlier \| Belgia \| Alpecin-Fenix \| 3h 32' 20" \| \| 2. \| Phil Bauhaus \| Niemcy \| Bahrain Victorious \| + 0" \| \| 3. \| Álvaro Hodeg \| Kolumbia \| Deceuninck-Quick Step \| + 0" \| \| 4. \| Fernando Gaviria \| Kolumbia \| UAE Team Emirates \| + 0" \| \| 5. \| Mads Pedersen \| Dania \| Trek-Segafredo \| + 0" \| \| 6. \| Danny van Poppel \| Holandia \| Intermarché-Wanty-Gobert Matériaux \| + 0" \| \| 7. \| Max Walscheid \| Niemcy \| Qhubeka NextHash \| + 0" \| \| 8. \| Stanisław Aniołkowski \| Polska \| Bingoal Pauwels Sauces WB \| + 0" \| \| 9. \| Mike Teunissen \| Holandia \| Jumbo-Visma \| + 0" \| \| 10. \| Christophe Laporte \| Francja \| Cofidis \| + 0" \| |                       |          |                                    |            |
| |                       |          |                                    |            |
| Źródło: ProCyclingStats |                       |          |                                    |            |
| Klasyfikacja etapu |                       |          |                                    |            |
| Kolarz | Kolarz                | Państwo  | Drużyna                            | Czas       |
| 1. | Tim Merlier           | Belgia   | Alpecin-Fenix                      | 3h 32' 20" |
| 2. | Phil Bauhaus          | Niemcy   | Bahrain Victorious                 | + 0"       |
| 3. | Álvaro Hodeg          | Kolumbia | Deceuninck-Quick Step              | + 0"       |
| 4. | Fernando Gaviria      | Kolumbia | UAE Team Emirates                  | + 0"       |
| 5. | Mads Pedersen         | Dania    | Trek-Segafredo                     | + 0"       |
| 6. | Danny van Poppel      | Holandia | Intermarché-Wanty-Gobert Matériaux | + 0"       |
| 7. | Max Walscheid         | Niemcy   | Qhubeka NextHash                   | + 0"       |
| 8. | Stanisław Aniołkowski | Polska   | Bingoal Pauwels Sauces WB          | + 0"       |
| 9. | Mike Teunissen        | Holandia | Jumbo-Visma                        | + 0"       |
| 10. | Christophe Laporte    | Francja  | Cofidis                            | + 0"       |

| \| Klasyfikacja generalna \| Klasyfikacja generalna \| Klasyfikacja generalna \| Klasyfikacja generalna \| Klasyfikacja generalna \| \| Kolarz \| Kolarz \| Państwo \| Drużyna \| Czas \| \| ---------------------- \| ---------------------- \| ---------------------- \| ---------------------- \| ---------------------- \| \| 1. \| Tim Merlier \| Belgia \| Alpecin-Fenix \| 3h 32' 10" \| \| 2. \| Phil Bauhaus \| Niemcy \| Bahrain Victorious \| + 4" \| \| 3. \| Álvaro Hodeg \| Kolumbia \| Deceuninck-Quick Step \| + 6" \| \| 4. \| Mike Teunissen \| Holandia \| Jumbo-Visma \| + 6" \| \| 5. \| Matej Mohorič \| Słowenia \| Bahrain Victorious \| + 6" \| \| 6. \| Tiesj Benoot \| Belgia \| Team DSM \| + 7" \| \| 7. \| Lukas Pöstlberger \| Austria \| Bora-Hansgrohe \| + 7" \| \| 8. \| Sonny Colbrelli \| Włochy \| Bahrain Victorious \| + 8" \| \| 9. \| Kasper Asgreen \| Dania \| Deceuninck-Quick Step \| + 8" \| \| 10. \| Fernando Gaviria \| Kolumbia \| UAE Team Emirates \| + 10" \| |                   |          |                       |            |
| |                   |          |                       |            |
| Źródło: ProCyclingStats |                   |          |                       |            |
| Klasyfikacja generalna |                   |          |                       |            |
| Kolarz | Kolarz            | Państwo  | Drużyna               | Czas       |
| 1. | Tim Merlier       | Belgia   | Alpecin-Fenix         | 3h 32' 10" |
| 2. | Phil Bauhaus      | Niemcy   | Bahrain Victorious    | + 4"       |
| 3. | Álvaro Hodeg      | Kolumbia | Deceuninck-Quick Step | + 6"       |
| 4. | Mike Teunissen    | Holandia | Jumbo-Visma           | + 6"       |
| 5. | Matej Mohorič     | Słowenia | Bahrain Victorious    | + 6"       |
| 6. | Tiesj Benoot      | Belgia   | Team DSM              | + 7"       |
| 7. | Lukas Pöstlberger | Austria  | Bora-Hansgrohe        | + 7"       |
| 8. | Sonny Colbrelli   | Włochy   | Bahrain Victorious    | + 8"       |
| 9. | Kasper Asgreen    | Dania    | Deceuninck-Quick Step | + 8"       |
| 10. | Fernando Gaviria  | Kolumbia | UAE Team Emirates     | + 10"      |

### Etap 2
| Lelystad - Lelystad | jazda indywidualna na czas | (11,1 km) |

| \| Klasyfikacja etapu \| Klasyfikacja etapu \| Klasyfikacja etapu \| Klasyfikacja etapu \| Klasyfikacja etapu \| \| Kolarz \| Kolarz \| Państwo \| Drużyna \| Czas \| \| ------------------ \| -------------------- \| ------------------ \| --------------------- \| ------------------ \| \| 1. \| Stefan Bissegger \| Szwajcaria \| EF Education-Nippo \| 12' 08" \| \| 2. \| Edoardo Affini \| Włochy \| Jumbo-Visma \| + 15" \| \| 3. \| Stefan Küng \| Szwajcaria \| Groupama-FDJ \| + 20" \| \| 4. \| Kasper Asgreen \| Dania \| Deceuninck-Quick Step \| + 21" \| \| 5. \| Max Walscheid \| Niemcy \| Qhubeka NextHash \| + 22" \| \| 6. \| Tom Dumoulin \| Holandia \| Jumbo-Visma \| + 23" \| \| 7. \| Søren Kragh Andersen \| Dania \| Team DSM \| + 24" \| \| 8. \| Victor Campenaerts \| Belgia \| Qhubeka NextHash \| + 26" \| \| 9. \| Christophe Laporte \| Francja \| Cofidis \| + 29" \| \| 10. \| Brandon McNulty \| Stany Zjednoczone \| UAE Team Emirates \| + 31" \| |                      |                   |                       |         |
| |                      |                   |                       |         |
| Źródło: ProCyclingStats |                      |                   |                       |         |
| Klasyfikacja etapu |                      |                   |                       |         |
| Kolarz | Kolarz               | Państwo           | Drużyna               | Czas    |
| 1. | Stefan Bissegger     | Szwajcaria        | EF Education-Nippo    | 12' 08" |
| 2. | Edoardo Affini       | Włochy            | Jumbo-Visma           | + 15"   |
| 3. | Stefan Küng          | Szwajcaria        | Groupama-FDJ          | + 20"   |
| 4. | Kasper Asgreen       | Dania             | Deceuninck-Quick Step | + 21"   |
| 5. | Max Walscheid        | Niemcy            | Qhubeka NextHash      | + 22"   |
| 6. | Tom Dumoulin         | Holandia          | Jumbo-Visma           | + 23"   |
| 7. | Søren Kragh Andersen | Dania             | Team DSM              | + 24"   |
| 8. | Victor Campenaerts   | Belgia            | Qhubeka NextHash      | + 26"   |
| 9. | Christophe Laporte   | Francja           | Cofidis               | + 29"   |
| 10. | Brandon McNulty      | Stany Zjednoczone | UAE Team Emirates     | + 31"   |

| \| Klasyfikacja generalna \| Klasyfikacja generalna \| Klasyfikacja generalna \| Klasyfikacja generalna \| Klasyfikacja generalna \| \| Kolarz \| Kolarz \| Państwo \| Drużyna \| Czas \| \| ---------------------- \| ---------------------- \| ---------------------- \| ---------------------- \| ---------------------- \| \| 1. \| Stefan Bissegger \| Szwajcaria \| EF Education-Nippo \| 3h 44' 28" \| \| 2. \| Kasper Asgreen \| Dania \| Deceuninck-Quick Step \| + 19" \| \| 3. \| Stefan Küng \| Szwajcaria \| Groupama-FDJ \| + 20" \| \| 4. \| Max Walscheid \| Niemcy \| Qhubeka NextHash \| + 22" \| \| 5. \| Victor Campenaerts \| Belgia \| Qhubeka NextHash \| + 26" \| \| 6. \| Christophe Laporte \| Francja \| Cofidis \| + 29" \| \| 7. \| Matej Mohorič \| Słowenia \| Bahrain Victorious \| + 36" \| \| 8. \| Luke Durbridge \| Australia \| BikeExchange \| + 39" \| \| 9. \| Sonny Colbrelli \| Włochy \| Bahrain Victorious \| + 42" \| \| 10. \| Tim Wellens \| Belgia \| Lotto-Soudal \| + 46" \| |                    |            |                       |            |
| |                    |            |                       |            |
| Źródło: ProCyclingStats |                    |            |                       |            |
| Klasyfikacja generalna |                    |            |                       |            |
| Kolarz | Kolarz             | Państwo    | Drużyna               | Czas       |
| 1. | Stefan Bissegger   | Szwajcaria | EF Education-Nippo    | 3h 44' 28" |
| 2. | Kasper Asgreen     | Dania      | Deceuninck-Quick Step | + 19"      |
| 3. | Stefan Küng        | Szwajcaria | Groupama-FDJ          | + 20"      |
| 4. | Max Walscheid      | Niemcy     | Qhubeka NextHash      | + 22"      |
| 5. | Victor Campenaerts | Belgia     | Qhubeka NextHash      | + 26"      |
| 6. | Christophe Laporte | Francja    | Cofidis               | + 29"      |
| 7. | Matej Mohorič      | Słowenia   | Bahrain Victorious    | + 36"      |
| 8. | Luke Durbridge     | Australia  | BikeExchange          | + 39"      |
| 9. | Sonny Colbrelli    | Włochy     | Bahrain Victorious    | + 42"      |
| 10. | Tim Wellens        | Belgia     | Lotto-Soudal          | + 46"      |

### Etap 3
| Essen - Hoogerheide | płaski | (168,3 km) |

| \| Klasyfikacja etapu \| Klasyfikacja etapu \| Klasyfikacja etapu \| Klasyfikacja etapu \| Klasyfikacja etapu \| \| Kolarz \| Kolarz \| Państwo \| Drużyna \| Czas \| \| ------------------ \| ------------------- \| ------------------ \| ---------------------------------- \| ------------------ \| \| 1. \| Taco van der Hoorn \| Holandia \| Intermarché-Wanty-Gobert Matériaux \| 3h 40' 23" \| \| 2. \| Mathias Norsgaard \| Dania \| Movistar Team \| + 0" \| \| 3. \| Luke Durbridge \| Australia \| BikeExchange \| + 0" \| \| 4. \| Samuele Battistella \| Włochy \| Astana-Premier Tech \| + 0" \| \| 5. \| Thimo Willems \| Belgia \| Sport Vlaanderen-Baloise \| + 0" \| \| 6. \| Peter Sagan \| Słowacja \| Bora-Hansgrohe \| + 4" \| \| 7. \| Phil Bauhaus \| Niemcy \| Bahrain Victorious \| + 4" \| \| 8. \| Danny van Poppel \| Holandia \| Intermarché-Wanty-Gobert Matériaux \| + 4" \| \| 9. \| Caleb Ewan \| Australia \| Lotto-Soudal \| + 4" \| \| 10. \| Mads Pedersen \| Dania \| Trek-Segafredo \| + 4" \| |                     |           |                                    |            |
| |                     |           |                                    |            |
| Źródło: ProCyclingStats |                     |           |                                    |            |
| Klasyfikacja etapu |                     |           |                                    |            |
| Kolarz | Kolarz              | Państwo   | Drużyna                            | Czas       |
| 1. | Taco van der Hoorn  | Holandia  | Intermarché-Wanty-Gobert Matériaux | 3h 40' 23" |
| 2. | Mathias Norsgaard   | Dania     | Movistar Team                      | + 0"       |
| 3. | Luke Durbridge      | Australia | BikeExchange                       | + 0"       |
| 4. | Samuele Battistella | Włochy    | Astana-Premier Tech                | + 0"       |
| 5. | Thimo Willems       | Belgia    | Sport Vlaanderen-Baloise           | + 0"       |
| 6. | Peter Sagan         | Słowacja  | Bora-Hansgrohe                     | + 4"       |
| 7. | Phil Bauhaus        | Niemcy    | Bahrain Victorious                 | + 4"       |
| 8. | Danny van Poppel    | Holandia  | Intermarché-Wanty-Gobert Matériaux | + 4"       |
| 9. | Caleb Ewan          | Australia | Lotto-Soudal                       | + 4"       |
| 10. | Mads Pedersen       | Dania     | Trek-Segafredo                     | + 4"       |

| \| Klasyfikacja generalna \| Klasyfikacja generalna \| Klasyfikacja generalna \| Klasyfikacja generalna \| Klasyfikacja generalna \| \| Kolarz \| Kolarz \| Państwo \| Drużyna \| Czas \| \| ---------------------- \| ---------------------- \| ---------------------- \| ---------------------- \| ---------------------- \| \| 1. \| Stefan Bissegger \| Szwajcaria \| EF Education-Nippo \| 7h 24' 55" \| \| 2. \| Kasper Asgreen \| Dania \| Deceuninck-Quick Step \| + 19" \| \| 3. \| Stefan Küng \| Szwajcaria \| Groupama-FDJ \| + 20" \| \| 4. \| Luke Durbridge \| Australia \| BikeExchange \| + 22" \| \| 5. \| Max Walscheid \| Niemcy \| Qhubeka NextHash \| + 22" \| \| 6. \| Victor Campenaerts \| Belgia \| Qhubeka NextHash \| + 26" \| \| 7. \| Christophe Laporte \| Francja \| Cofidis \| + 29" \| \| 8. \| Matej Mohorič \| Słowenia \| Bahrain Victorious \| + 36" \| \| 9. \| Sonny Colbrelli \| Włochy \| Bahrain Victorious \| + 42" \| \| 10. \| Tim Wellens \| Belgia \| Lotto-Soudal \| + 46" \| |                    |            |                       |            |
| |                    |            |                       |            |
| Źródło: ProCyclingStats |                    |            |                       |            |
| Klasyfikacja generalna |                    |            |                       |            |
| Kolarz | Kolarz             | Państwo    | Drużyna               | Czas       |
| 1. | Stefan Bissegger   | Szwajcaria | EF Education-Nippo    | 7h 24' 55" |
| 2. | Kasper Asgreen     | Dania      | Deceuninck-Quick Step | + 19"      |
| 3. | Stefan Küng        | Szwajcaria | Groupama-FDJ          | + 20"      |
| 4. | Luke Durbridge     | Australia  | BikeExchange          | + 22"      |
| 5. | Max Walscheid      | Niemcy     | Qhubeka NextHash      | + 22"      |
| 6. | Victor Campenaerts | Belgia     | Qhubeka NextHash      | + 26"      |
| 7. | Christophe Laporte | Francja    | Cofidis               | + 29"      |
| 8. | Matej Mohorič      | Słowenia   | Bahrain Victorious    | + 36"      |
| 9. | Sonny Colbrelli    | Włochy     | Bahrain Victorious    | + 42"      |
| 10. | Tim Wellens        | Belgia     | Lotto-Soudal          | + 46"      |

### Etap 4
| Aalter - Ardooie | płaski | (166,1 km) |

| \| Klasyfikacja etapu \| Klasyfikacja etapu \| Klasyfikacja etapu \| Klasyfikacja etapu \| Klasyfikacja etapu \| \| Kolarz \| Kolarz \| Państwo \| Drużyna \| Czas \| \| ------------------ \| ------------------ \| ------------------ \| ---------------------------------- \| ------------------ \| \| 1. \| Tim Merlier \| Belgia \| Alpecin-Fenix \| 3h 36' 29" \| \| 2. \| Mads Pedersen \| Dania \| Trek-Segafredo \| + 0" \| \| 3. \| Danny van Poppel \| Holandia \| Intermarché-Wanty-Gobert Matériaux \| + 0" \| \| 4. \| Peter Sagan \| Słowacja \| Bora-Hansgrohe \| + 0" \| \| 5. \| Christophe Laporte \| Francja \| Cofidis \| + 0" \| \| 6. \| Phil Bauhaus \| Niemcy \| Bahrain Victorious \| + 0" \| \| 7. \| Fernando Gaviria \| Kolumbia \| UAE Team Emirates \| + 0" \| \| 8. \| Max Walscheid \| Niemcy \| Qhubeka NextHash \| + 0" \| \| 9. \| Dylan Groenewegen \| Holandia \| Jumbo-Visma \| + 0" \| \| 10. \| Fabian Lienhard \| Szwajcaria \| Groupama-FDJ \| + 0" \| |                    |            |                                    |            |
| |                    |            |                                    |            |
| Źródło: ProCyclingStats |                    |            |                                    |            |
| Klasyfikacja etapu |                    |            |                                    |            |
| Kolarz | Kolarz             | Państwo    | Drużyna                            | Czas       |
| 1. | Tim Merlier        | Belgia     | Alpecin-Fenix                      | 3h 36' 29" |
| 2. | Mads Pedersen      | Dania      | Trek-Segafredo                     | + 0"       |
| 3. | Danny van Poppel   | Holandia   | Intermarché-Wanty-Gobert Matériaux | + 0"       |
| 4. | Peter Sagan        | Słowacja   | Bora-Hansgrohe                     | + 0"       |
| 5. | Christophe Laporte | Francja    | Cofidis                            | + 0"       |
| 6. | Phil Bauhaus       | Niemcy     | Bahrain Victorious                 | + 0"       |
| 7. | Fernando Gaviria   | Kolumbia   | UAE Team Emirates                  | + 0"       |
| 8. | Max Walscheid      | Niemcy     | Qhubeka NextHash                   | + 0"       |
| 9. | Dylan Groenewegen  | Holandia   | Jumbo-Visma                        | + 0"       |
| 10. | Fabian Lienhard    | Szwajcaria | Groupama-FDJ                       | + 0"       |

| \| Klasyfikacja generalna \| Klasyfikacja generalna \| Klasyfikacja generalna \| Klasyfikacja generalna \| Klasyfikacja generalna \| \| Kolarz \| Kolarz \| Państwo \| Drużyna \| Czas \| \| ---------------------- \| ---------------------- \| ---------------------- \| ---------------------- \| ---------------------- \| \| 1. \| Stefan Bissegger \| Szwajcaria \| EF Education-Nippo \| 11h 01' 24" \| \| 2. \| Kasper Asgreen \| Dania \| Deceuninck-Quick Step \| + 13" \| \| 3. \| Luke Durbridge \| Australia \| BikeExchange \| + 20" \| \| 4. \| Stefan Küng \| Szwajcaria \| Groupama-FDJ \| + 20" \| \| 5. \| Max Walscheid \| Niemcy \| Qhubeka NextHash \| + 22" \| \| 6. \| Christophe Laporte \| Francja \| Cofidis \| + 26" \| \| 7. \| Victor Campenaerts \| Belgia \| Qhubeka NextHash \| + 26" \| \| 8. \| Matej Mohorič \| Słowenia \| Bahrain Victorious \| + 36" \| \| 9. \| Tim Merlier \| Belgia \| Alpecin-Fenix \| + 40" \| \| 10. \| Sonny Colbrelli \| Włochy \| Bahrain Victorious \| + 40" \| |                    |            |                       |             |
| |                    |            |                       |             |
| Źródło: ProCyclingStats |                    |            |                       |             |
| Klasyfikacja generalna |                    |            |                       |             |
| Kolarz | Kolarz             | Państwo    | Drużyna               | Czas        |
| 1. | Stefan Bissegger   | Szwajcaria | EF Education-Nippo    | 11h 01' 24" |
| 2. | Kasper Asgreen     | Dania      | Deceuninck-Quick Step | + 13"       |
| 3. | Luke Durbridge     | Australia  | BikeExchange          | + 20"       |
| 4. | Stefan Küng        | Szwajcaria | Groupama-FDJ          | + 20"       |
| 5. | Max Walscheid      | Niemcy     | Qhubeka NextHash      | + 22"       |
| 6. | Christophe Laporte | Francja    | Cofidis               | + 26"       |
| 7. | Victor Campenaerts | Belgia     | Qhubeka NextHash      | + 26"       |
| 8. | Matej Mohorič      | Słowenia   | Bahrain Victorious    | + 36"       |
| 9. | Tim Merlier        | Belgia     | Alpecin-Fenix         | + 40"       |
| 10. | Sonny Colbrelli    | Włochy     | Bahrain Victorious    | + 40"       |

### Etap 5
| Riemst - Bilzen | pagórkowaty | (192 km) |

| \| Klasyfikacja etapu \| Klasyfikacja etapu \| Klasyfikacja etapu \| Klasyfikacja etapu \| Klasyfikacja etapu \| \| Kolarz \| Kolarz \| Państwo \| Drużyna \| Czas \| \| ------------------ \| ------------------ \| ------------------ \| ---------------------------------- \| ------------------ \| \| 1. \| Caleb Ewan \| Australia \| Lotto-Soudal \| 4h 26' 24" \| \| 2. \| Sonny Colbrelli \| Włochy \| Bahrain Victorious \| + 0" \| \| 3. \| Danny van Poppel \| Holandia \| Intermarché-Wanty-Gobert Matériaux \| + 0" \| \| 4. \| Peter Sagan \| Słowacja \| Bora-Hansgrohe \| + 0" \| \| 5. \| Jasper Stuyven \| Belgia \| Trek-Segafredo \| + 0" \| \| 6. \| Tim Merlier \| Belgia \| Alpecin-Fenix \| + 0" \| \| 7. \| Mike Teunissen \| Holandia \| Jumbo-Visma \| + 0" \| \| 8. \| Matej Mohorič \| Słowenia \| Bahrain Victorious \| + 0" \| \| 9. \| Christophe Laporte \| Francja \| Cofidis \| + 0" \| \| 10. \| Oliver Naesen \| Belgia \| AG2R Citroën Team \| + 0" \| |                    |           |                                    |            |
| |                    |           |                                    |            |
| Źródło: ProCyclingStats |                    |           |                                    |            |
| Klasyfikacja etapu |                    |           |                                    |            |
| Kolarz | Kolarz             | Państwo   | Drużyna                            | Czas       |
| 1. | Caleb Ewan         | Australia | Lotto-Soudal                       | 4h 26' 24" |
| 2. | Sonny Colbrelli    | Włochy    | Bahrain Victorious                 | + 0"       |
| 3. | Danny van Poppel   | Holandia  | Intermarché-Wanty-Gobert Matériaux | + 0"       |
| 4. | Peter Sagan        | Słowacja  | Bora-Hansgrohe                     | + 0"       |
| 5. | Jasper Stuyven     | Belgia    | Trek-Segafredo                     | + 0"       |
| 6. | Tim Merlier        | Belgia    | Alpecin-Fenix                      | + 0"       |
| 7. | Mike Teunissen     | Holandia  | Jumbo-Visma                        | + 0"       |
| 8. | Matej Mohorič      | Słowenia  | Bahrain Victorious                 | + 0"       |
| 9. | Christophe Laporte | Francja   | Cofidis                            | + 0"       |
| 10. | Oliver Naesen      | Belgia    | AG2R Citroën Team                  | + 0"       |

| \| Klasyfikacja generalna \| Klasyfikacja generalna \| Klasyfikacja generalna \| Klasyfikacja generalna \| Klasyfikacja generalna \| \| Kolarz \| Kolarz \| Państwo \| Drużyna \| Czas \| \| ---------------------- \| ---------------------- \| ---------------------- \| ---------------------- \| ---------------------- \| \| 1. \| Stefan Küng \| Szwajcaria \| Groupama-FDJ \| 15h 28' 08" \| \| 2. \| Luke Durbridge \| Australia \| BikeExchange \| + 2" \| \| 3. \| Christophe Laporte \| Francja \| Cofidis \| + 6" \| \| 4. \| Victor Campenaerts \| Belgia \| Qhubeka NextHash \| + 6" \| \| 5. \| Sonny Colbrelli \| Włochy \| Bahrain Victorious \| + 14" \| \| 6. \| Matej Mohorič \| Słowenia \| Bahrain Victorious \| + 16" \| \| 7. \| Tim Merlier \| Belgia \| Alpecin-Fenix \| + 20" \| \| 8. \| Tim Wellens \| Belgia \| Lotto-Soudal \| + 25" \| \| 9. \| Tiesj Benoot \| Belgia \| Team DSM \| + 26" \| \| 10. \| Lukas Pöstlberger \| Austria \| Bora-Hansgrohe \| + 28" \| |                    |            |                    |             |
| |                    |            |                    |             |
| Źródło: ProCyclingStats |                    |            |                    |             |
| Klasyfikacja generalna |                    |            |                    |             |
| Kolarz | Kolarz             | Państwo    | Drużyna            | Czas        |
| 1. | Stefan Küng        | Szwajcaria | Groupama-FDJ       | 15h 28' 08" |
| 2. | Luke Durbridge     | Australia  | BikeExchange       | + 2"        |
| 3. | Christophe Laporte | Francja    | Cofidis            | + 6"        |
| 4. | Victor Campenaerts | Belgia     | Qhubeka NextHash   | + 6"        |
| 5. | Sonny Colbrelli    | Włochy     | Bahrain Victorious | + 14"       |
| 6. | Matej Mohorič      | Słowenia   | Bahrain Victorious | + 16"       |
| 7. | Tim Merlier        | Belgia     | Alpecin-Fenix      | + 20"       |
| 8. | Tim Wellens        | Belgia     | Lotto-Soudal       | + 25"       |
| 9. | Tiesj Benoot       | Belgia     | Team DSM           | + 26"       |
| 10. | Lukas Pöstlberger  | Austria    | Bora-Hansgrohe     | + 28"       |

### Etap 6
| Ottignies-Louvain-la-Neuve - Houffalize | pagórkowaty | (207,6 km) |

| \| Klasyfikacja etapu \| Klasyfikacja etapu \| Klasyfikacja etapu \| Klasyfikacja etapu \| Klasyfikacja etapu \| \| Kolarz \| Kolarz \| Państwo \| Drużyna \| Czas \| \| ------------------ \| ------------------ \| ------------------ \| ------------------ \| ------------------ \| \| 1. \| Sonny Colbrelli \| Włochy \| Bahrain Victorious \| 4h 55' 27" \| \| 2. \| Matej Mohorič \| Słowenia \| Bahrain Victorious \| + 42" \| \| 3. \| Jasper Stuyven \| Belgia \| Trek-Segafredo \| + 42" \| \| 4. \| Tiesj Benoot \| Belgia \| Team DSM \| + 42" \| \| 5. \| Victor Campenaerts \| Belgia \| Qhubeka NextHash \| + 42" \| \| 6. \| Tim Wellens \| Belgia \| Lotto-Soudal \| + 42" \| \| 7. \| Marc Hirschi \| Szwajcaria \| UAE Team Emirates \| + 42" \| \| 8. \| Tom Dumoulin \| Holandia \| Jumbo-Visma \| + 42" \| \| 9. \| Nikias Arndt \| Niemcy \| Team DSM \| + 1' 02" \| \| 10. \| Gianni Vermeersch \| Belgia \| Alpecin-Fenix \| + 1' 02" \| |                    |            |                    |            |
| |                    |            |                    |            |
| Źródło: ProCyclingStats |                    |            |                    |            |
| Klasyfikacja etapu |                    |            |                    |            |
| Kolarz | Kolarz             | Państwo    | Drużyna            | Czas       |
| 1. | Sonny Colbrelli    | Włochy     | Bahrain Victorious | 4h 55' 27" |
| 2. | Matej Mohorič      | Słowenia   | Bahrain Victorious | + 42"      |
| 3. | Jasper Stuyven     | Belgia     | Trek-Segafredo     | + 42"      |
| 4. | Tiesj Benoot       | Belgia     | Team DSM           | + 42"      |
| 5. | Victor Campenaerts | Belgia     | Qhubeka NextHash   | + 42"      |
| 6. | Tim Wellens        | Belgia     | Lotto-Soudal       | + 42"      |
| 7. | Marc Hirschi       | Szwajcaria | UAE Team Emirates  | + 42"      |
| 8. | Tom Dumoulin       | Holandia   | Jumbo-Visma        | + 42"      |
| 9. | Nikias Arndt       | Niemcy     | Team DSM           | + 1' 02"   |
| 10. | Gianni Vermeersch  | Belgia     | Alpecin-Fenix      | + 1' 02"   |

| \| Klasyfikacja generalna \| Klasyfikacja generalna \| Klasyfikacja generalna \| Klasyfikacja generalna \| Klasyfikacja generalna \| \| Kolarz \| Kolarz \| Państwo \| Drużyna \| Czas \| \| ---------------------- \| ---------------------- \| ---------------------- \| ---------------------- \| ---------------------- \| \| 1. \| Sonny Colbrelli \| Włochy \| Bahrain Victorious \| 20h 23' 30" \| \| 2. \| Matej Mohorič \| Słowenia \| Bahrain Victorious \| + 51" \| \| 3. \| Victor Campenaerts \| Belgia \| Qhubeka NextHash \| + 53" \| \| 4. \| Stefan Küng \| Szwajcaria \| Groupama-FDJ \| + 1' 07" \| \| 5. \| Luke Durbridge \| Australia \| BikeExchange \| + 1' 09" \| \| 6. \| Tim Wellens \| Belgia \| Lotto-Soudal \| + 1' 09" \| \| 7. \| Jasper Stuyven \| Belgia \| Trek-Segafredo \| + 1' 16" \| \| 8. \| Tiesj Benoot \| Belgia \| Team DSM \| + 1' 33" \| \| 9. \| Mike Teunissen \| Holandia \| Jumbo-Visma \| + 1' 40" \| \| 10. \| Kasper Asgreen \| Dania \| Deceuninck-Quick Step \| + 1' 42" \| |                    |            |                       |             |
| |                    |            |                       |             |
| Źródło: ProCyclingStats |                    |            |                       |             |
| Klasyfikacja generalna |                    |            |                       |             |
| Kolarz | Kolarz             | Państwo    | Drużyna               | Czas        |
| 1. | Sonny Colbrelli    | Włochy     | Bahrain Victorious    | 20h 23' 30" |
| 2. | Matej Mohorič      | Słowenia   | Bahrain Victorious    | + 51"       |
| 3. | Victor Campenaerts | Belgia     | Qhubeka NextHash      | + 53"       |
| 4. | Stefan Küng        | Szwajcaria | Groupama-FDJ          | + 1' 07"    |
| 5. | Luke Durbridge     | Australia  | BikeExchange          | + 1' 09"    |
| 6. | Tim Wellens        | Belgia     | Lotto-Soudal          | + 1' 09"    |
| 7. | Jasper Stuyven     | Belgia     | Trek-Segafredo        | + 1' 16"    |
| 8. | Tiesj Benoot       | Belgia     | Team DSM              | + 1' 33"    |
| 9. | Mike Teunissen     | Holandia   | Jumbo-Visma           | + 1' 40"    |
| 10. | Kasper Asgreen     | Dania      | Deceuninck-Quick Step | + 1' 42"    |

### Etap 7
| Namur - Geraardsbergen | pagórkowaty | (180,9 km) |

| \| Klasyfikacja etapu \| Klasyfikacja etapu \| Klasyfikacja etapu \| Klasyfikacja etapu \| Klasyfikacja etapu \| \| Kolarz \| Kolarz \| Państwo \| Drużyna \| Czas \| \| ------------------ \| ------------------ \| ------------------ \| ---------------------------------- \| ------------------ \| \| 1. \| Matej Mohorič \| Słowenia \| Bahrain Victorious \| 3h 50' 56" \| \| 2. \| Sonny Colbrelli \| Włochy \| Bahrain Victorious \| + 11" \| \| 3. \| Tom Dumoulin \| Holandia \| Jumbo-Visma \| + 15" \| \| 4. \| Christophe Laporte \| Francja \| Cofidis \| + 22" \| \| 5. \| Fred Wright \| Wielka Brytania \| Bahrain Victorious \| + 22" \| \| 6. \| Danny van Poppel \| Holandia \| Intermarché-Wanty-Gobert Matériaux \| + 24" \| \| 7. \| Tom Van Asbroeck \| Belgia \| Israel Start-Up Nation \| + 24" \| \| 8. \| Greg Van Avermaet \| Belgia \| AG2R Citroën Team \| + 24" \| \| 9. \| Tiesj Benoot \| Belgia \| Team DSM \| + 24" \| \| 10. \| Peter Sagan \| Słowacja \| Bora-Hansgrohe \| + 24" \| |                    |                 |                                    |            |
| |                    |                 |                                    |            |
| Źródło: ProCyclingStats |                    |                 |                                    |            |
| Klasyfikacja etapu |                    |                 |                                    |            |
| Kolarz | Kolarz             | Państwo         | Drużyna                            | Czas       |
| 1. | Matej Mohorič      | Słowenia        | Bahrain Victorious                 | 3h 50' 56" |
| 2. | Sonny Colbrelli    | Włochy          | Bahrain Victorious                 | + 11"      |
| 3. | Tom Dumoulin       | Holandia        | Jumbo-Visma                        | + 15"      |
| 4. | Christophe Laporte | Francja         | Cofidis                            | + 22"      |
| 5. | Fred Wright        | Wielka Brytania | Bahrain Victorious                 | + 22"      |
| 6. | Danny van Poppel   | Holandia        | Intermarché-Wanty-Gobert Matériaux | + 24"      |
| 7. | Tom Van Asbroeck   | Belgia          | Israel Start-Up Nation             | + 24"      |
| 8. | Greg Van Avermaet  | Belgia          | AG2R Citroën Team                  | + 24"      |
| 9. | Tiesj Benoot       | Belgia          | Team DSM                           | + 24"      |
| 10. | Peter Sagan        | Słowacja        | Bora-Hansgrohe                     | + 24"      |

## Klasyfikacje

### Klasyfikacja generalna
| \| Klasyfikacja generalna \| Klasyfikacja generalna \| Klasyfikacja generalna \| Klasyfikacja generalna \| Klasyfikacja generalna \| \| Kolarz \| Kolarz \| Państwo \| Drużyna \| Czas \| \| ---------------------- \| ---------------------- \| ---------------------- \| ---------------------- \| ---------------------- \| \| 1. \| Sonny Colbrelli \| Włochy \| Bahrain Victorious \| 24h 14' 29" \| \| 2. \| Matej Mohorič \| Słowenia \| Bahrain Victorious \| + 29" \| \| 3. \| Victor Campenaerts \| Belgia \| Qhubeka NextHash \| + 1' 14" \| \| 4. \| Tim Wellens \| Belgia \| Lotto-Soudal \| + 1' 26" \| \| 5. \| Stefan Küng \| Szwajcaria \| Groupama-FDJ \| + 1' 28" \| \| 6. \| Luke Durbridge \| Australia \| BikeExchange \| + 1' 30" \| \| 7. \| Jasper Stuyven \| Belgia \| Trek-Segafredo \| + 1' 37" \| \| 8. \| Tiesj Benoot \| Belgia \| Team DSM \| + 1' 54" \| \| 9. \| Tom Dumoulin \| Holandia \| Jumbo-Visma \| + 1' 55" \| \| 10. \| Mike Teunissen \| Holandia \| Jumbo-Visma \| + 2' 01" \| |                    |            |                    |             |
| |                    |            |                    |             |
| Źródło: ProCyclingStats |                    |            |                    |             |
| Klasyfikacja generalna |                    |            |                    |             |
| Kolarz | Kolarz             | Państwo    | Drużyna            | Czas        |
| 1. | Sonny Colbrelli    | Włochy     | Bahrain Victorious | 24h 14' 29" |
| 2. | Matej Mohorič      | Słowenia   | Bahrain Victorious | + 29"       |
| 3. | Victor Campenaerts | Belgia     | Qhubeka NextHash   | + 1' 14"    |
| 4. | Tim Wellens        | Belgia     | Lotto-Soudal       | + 1' 26"    |
| 5. | Stefan Küng        | Szwajcaria | Groupama-FDJ       | + 1' 28"    |
| 6. | Luke Durbridge     | Australia  | BikeExchange       | + 1' 30"    |
| 7. | Jasper Stuyven     | Belgia     | Trek-Segafredo     | + 1' 37"    |
| 8. | Tiesj Benoot       | Belgia     | Team DSM           | + 1' 54"    |
| 9. | Tom Dumoulin       | Holandia   | Jumbo-Visma        | + 1' 55"    |
| 10. | Mike Teunissen     | Holandia   | Jumbo-Visma        | + 2' 01"    |

| Klasyfikacja punktowa | Klasyfikacja punktowa | Klasyfikacja punktowa | Klasyfikacja punktowa              | Klasyfikacja punktowa |
| Kolarz                | Kolarz                | Państwo               | Drużyna                            | Punkty                |
| --------------------- | --------------------- | --------------------- | ---------------------------------- | --------------------- |
| 1.                    | Danny van Poppel      | Holandia              | Intermarché-Wanty-Gobert Matériaux | 88 pkt                |
| 2.                    | Sonny Colbrelli       | Włochy                | Bahrain Victorious                 | 80 pkt                |
| 3.                    | Tim Merlier           | Belgia                | Alpecin-Fenix                      | 75 pkt                |
| 4.                    | Christophe Laporte    | Francja               | Cofidis                            | 68 pkt                |
| 5.                    | Matej Mohorič         | Słowenia              | Bahrain Victorious                 | 67 pkt                |
| 6.                    | Peter Sagan           | Słowacja              | Bora-Hansgrohe                     | 63 pkt                |
| 7.                    | Phil Bauhaus          | Niemcy                | Bahrain Victorious                 | 53 pkt                |
| 8.                    | Tom Dumoulin          | Holandia              | Jumbo-Visma                        | 49 pkt                |
| 9.                    | Jasper Stuyven        | Belgia                | Trek-Segafredo                     | 39 pkt                |
| 10.                   | Stefan Bissegger      | Szwajcaria            | EF Education-Nippo                 | 30 pkt                |

| Klasyfikacja punktowa | Klasyfikacja punktowa | Klasyfikacja punktowa | Klasyfikacja punktowa              | Klasyfikacja punktowa |
| Kolarz                | Kolarz                | Państwo               | Drużyna                            | Punkty                |
| --------------------- | --------------------- | --------------------- | ---------------------------------- | --------------------- |
| 1.                    | Danny van Poppel      | Holandia              | Intermarché-Wanty-Gobert Matériaux | 88 pkt                |
| 2.                    | Sonny Colbrelli       | Włochy                | Bahrain Victorious                 | 80 pkt                |
| 3.                    | Tim Merlier           | Belgia                | Alpecin-Fenix                      | 75 pkt                |
| 4.                    | Christophe Laporte    | Francja               | Cofidis                            | 68 pkt                |
| 5.                    | Matej Mohorič         | Słowenia              | Bahrain Victorious                 | 67 pkt                |
| 6.                    | Peter Sagan           | Słowacja              | Bora-Hansgrohe                     | 63 pkt                |
| 7.                    | Phil Bauhaus          | Niemcy                | Bahrain Victorious                 | 53 pkt                |
| 8.                    | Tom Dumoulin          | Holandia              | Jumbo-Visma                        | 49 pkt                |
| 9.                    | Jasper Stuyven        | Belgia                | Trek-Segafredo                     | 39 pkt                |
| 10.                   | Stefan Bissegger      | Szwajcaria            | EF Education-Nippo                 | 30 pkt                |

| Klasyfikacja drużynowa | Klasyfikacja drużynowa             | Klasyfikacja drużynowa       | Klasyfikacja drużynowa |
| Drużyna                | Drużyna                            | Państwo                      | Czas                   |
| ---------------------- | ---------------------------------- | ---------------------------- | ---------------------- |
| 1.                     | Bahrain Victorious                 | Bahrajn                      | 72h 47' 35"            |
| 2.                     | Alpecin-Fenix                      | Belgia                       | + 9' 00"               |
| 3.                     | Ineos Grenadiers                   | Wielka Brytania              | + 9' 44"               |
| 4.                     | Jumbo-Visma                        | Holandia                     | + 10' 15"              |
| 5.                     | Israel Start-Up Nation             | Izrael                       | + 14' 02"              |
| 6.                     | UAE Team Emirates                  | Zjednoczone Emiraty Arabskie | + 17' 51"              |
| 7.                     | Lotto-Soudal                       | Belgia                       | + 19' 28"              |
| 8.                     | Groupama-FDJ                       | Francja                      | + 27' 42"              |
| 9.                     | Intermarché-Wanty-Gobert Matériaux | Belgia                       | + 28' 52"              |
| 10.                    | Qhubeka NextHash                   | Południowa Afryka            | + 31' 30"              |

| Klasyfikacja drużynowa | Klasyfikacja drużynowa             | Klasyfikacja drużynowa       | Klasyfikacja drużynowa |
| Drużyna                | Drużyna                            | Państwo                      | Czas                   |
| ---------------------- | ---------------------------------- | ---------------------------- | ---------------------- |
| 1.                     | Bahrain Victorious                 | Bahrajn                      | 72h 47' 35"            |
| 2.                     | Alpecin-Fenix                      | Belgia                       | + 9' 00"               |
| 3.                     | Ineos Grenadiers                   | Wielka Brytania              | + 9' 44"               |
| 4.                     | Jumbo-Visma                        | Holandia                     | + 10' 15"              |
| 5.                     | Israel Start-Up Nation             | Izrael                       | + 14' 02"              |
| 6.                     | UAE Team Emirates                  | Zjednoczone Emiraty Arabskie | + 17' 51"              |
| 7.                     | Lotto-Soudal                       | Belgia                       | + 19' 28"              |
| 8.                     | Groupama-FDJ                       | Francja                      | + 27' 42"              |
| 9.                     | Intermarché-Wanty-Gobert Matériaux | Belgia                       | + 28' 52"              |
| 10.                    | Qhubeka NextHash                   | Południowa Afryka            | + 31' 30"              |

### Liderzy klasyfikacji
| Etap   |                            | Pierwsze miejsce _ | Klasyfikacja generalna | Punktowa         | Drużynowa _        |
| ------ | -------------------------- | ------------------ | ---------------------- | ---------------- | ------------------ |
| 1      | płaski                     | Tim Merlier        | Tim Merlier            | Tim Merlier      | Bahrain Victorious |
| 2      | jazda indywidualna na czas | Stefan Bissegger   | Stefan Bissegger       | Stefan Bissegger | Qhubeka NextHash   |
| 3      | płaski                     | Taco van der Hoorn | Stefan Bissegger       | Phil Bauhaus     | Qhubeka NextHash   |
| 4      | płaski                     | Tim Merlier        | Stefan Bissegger       | Tim Merlier      | Qhubeka NextHash   |
| 5      | pagórkowaty                | Caleb Ewan         | Stefan Küng            | Tim Merlier      | Qhubeka NextHash   |
| 6      | pagórkowaty                | Sonny Colbrelli    | Sonny Colbrelli        | Tim Merlier      | Bahrain Victorious |
| 7      | pagórkowaty                | Matej Mohorič      | Sonny Colbrelli        | Danny van Poppel | Bahrain Victorious |
| Koniec | Koniec                     |                    | Sonny Colbrelli        | Danny van Poppel | Bahrain Victorious |